# Chi2 Orionis
Pour les articles homonymes, voir Chi Orionis.
Désignations
Chi2 Orionis (χ2 Orionis / χ2 Ori) est une étoile supergéante bleue de la constellation d'Orion de type spectral B2Ia. Il s'agit d'une variable de type α Cyg pulsante, dont la magnitude apparente varie légèrement, entre 4,68 et 4,72.
Sur la sphère céleste elle ne se situe pas exactement dans le corps du « chasseur » mais au-dessus, coincée entre les Gémeaux et le Taureau.
Pour la trouver dans le ciel, il suffit de prolonger l'axe entre Alnitak et Bételgeuse d'une longueur équivalente.

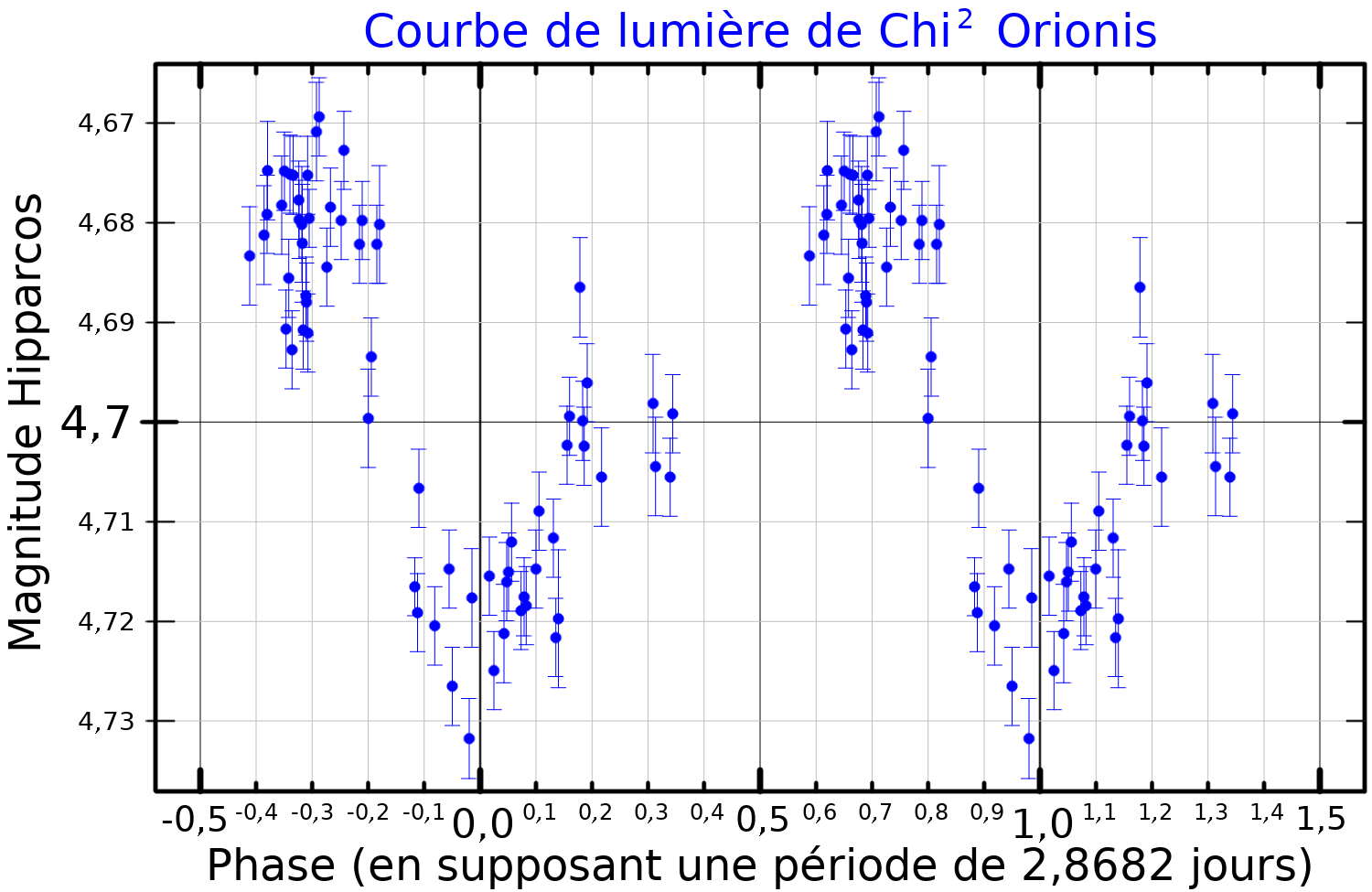
Une courbe de lumière de Chi^{2} Orionis, réalisée à partir des données du télescope spatial Hipparcos.

Les mesures de parallaxe effectuées par le satellite Hipparcos ont permis d'établir que Chi2 Orionis est distante d'environ ∼ 1 800 a.l. (∼ 552 pc), ce qui est beaucoup plus lointain que ses congénères supergéantes d'Orion comme Rigel ou Bételgeuse, et plus lointain même que les trois étoiles du baudrier d'Orion.
Elle présente de ce fait la particularité d'être sur le plan galactique, à l'opposé du centre galactique de la Voie lactée, ce qui signifie que si l'on traçait un axe entre Chi2 Orionis et le Soleil, et qu'on le prolongeait, l'on aboutirait au trou noir central de notre galaxie.